# Ever Astudillo
Ever Astudillo (Cali, Valle del Cauca, Colombia 1948, ídem 3 de junio de 2015).
Dibujante Colombiano, estudió en la Escuela Departamental de Artes Plásticas de Cali (1963-1968) y luego en la Universidad Nacional Autónoma de México (1976-78).
Distinciones
1968 Primer premio Salón Estudiantil del SENA. Cali.
1968 Mención de honor, Primer Salón de Artistas Jóvenes. Universidad de Antioquia. Medellín
1970 Primer premio, Salón de pintores jóvenes. "La rotonda". Cali
1973 Primer premio Dibujo, Segunda Bienal Americana de Artes Gráficas. Cali
1973 Premio Nacional Dibujo. Beca de trabajo XXIV Salón nacional de artistas. Bogotá.